# Hypena reticulata
Hypena reticulata là một loài bướm đêm trong họ Erebidae.